# Axe
Axe é uma marca de desodorizantes para o corpo da empresa Unilever. Surgiu na França em meados de 1983 e foi lançado no Brasil em 1985. É comercializada sob a marca Lynx no Reino Unido e Austrália.
O produto chama a atenção por propagandas e ações de marketing consideradas audaciosas, com algumas de suas propagandas tendo sido censuradas na televisão brasileira.

## Prêmios
- Suas propagandas obtiveram 10 Leões no Festival de Publicidade de Cannes.[8][9]